# Sender Santa Palomba
Der Sender Santa Palomba ist eine stillgelegte Sendeanlage für Rundfunk, die sich in der Ortschaft Santa Palomba befand.

## Beschreibung
Santa Palomba war seit 1929 der Standort eines großen Mittelwellensenders des Sendernetzbetreibers Raiway. Von Santa Palomba wurde das Programm der RAI auf den Mittelwellenfrequenzen 846 kHz (im digitalen Modus DRM) und 1332 kHz (analog) abgestrahlt, die in den Abendstunden auch in Deutschland gut zu empfangen waren.
Als Antennenträger kamen drei Antennensysteme zum Einsatz und zwar ein geerdeter freistehender 186 Meter hoher Stahlfachwerkturm mit Reusenantennen, eine Richtantenne aus drei abgespannten je 116 Meter hohen Sendemasten und ein 75 Meter hoher, geerdeter, freistehender Stahlfachwerkturm.
Der 186 Meter hohe Turm diente als Betriebsantenne für die Frequenz 846 kHz und verfügte über zwei übereinander angeordnete unabhängig speisbare Reusenantennen, welche eine Abstrahlung mit geringer Steilstrahlung gestatteten (schwundmindernde Antenne). Die Richtantenne mit den 116 Meter hohen Sendemasten diente zur Verbreitung des Programms auf der Mittelwellenfrequenz 1332 kHz. Der mit einer Reusenantenne ausgestattete 75 Meter hohe Stahlfachwerkturm diente als Reserveantenne für beide Frequenzen. Von Ende der 1990er Jahre bis zum 14. April 2000 lief die Frequenz 846 kHz mit 1200 kW (vormals 540 kW) Leistung und die Frequenz 1332 kHz mit 600 kW Leistung, nachdem sie aufgrund enorm überhöhter Strahlungswerte, die die Gesundheit der Einwohner gefährdeten zwangsweise durch einen Gerichtsvollzieher stillgelegt wurden. Die Sendeanlage wurde am 13. Mai 2000 wieder mit verminderter Sendeleistung in Betrieb genommen, musste jedoch am 15. August wieder stillgelegt werden. Nachdem erneut eine Wiederinbetriebnahme folgte, erwirkte das Verwaltungsgericht die Abschaltung des Mittelwellensenders für die Frequenz 846 kHz zum 9. März 2003 um 6 Uhr, die Frequenz 1332 kHz, die mit 300 kW betrieben wurde, war davon nicht betroffen. Anfang April 2003 wurde der Sender für die Frequenz 846 kHz mit stark verminderter Leistung von 75 kW wieder in Betrieb genommen, allerdings am 15. Mai 2004 vorerst komplett stillgelegt.
Auf der 846 kHz wurde von Januar bis Mitte Mai 2008 Rai Radio 2 und Rai Isoradio als Paket abgestrahlt, die verfügbare Bitrate von ca. 23 kBit/s musste jedoch zwischen den beiden Programmen aufgeteilt werden, sodass die Tonqualität darunter litt, davor war seit dem 31. Januar 2007 erneut ein analoges Programm mit geringer Sendeleistung in Betrieb.
Im Juni 2013 wurde die aus drei abgespannten Stahlfachwerkmasten bestehende Antennenanlage für die Frequenz 1332 kHz abgerissen. Die beiden freistehenden Stahlfachwerktürme waren von dieser Abrissaktion nicht betroffen.